# 1330年代
1330年代（せんさんびゃくさんじゅうねんだい）は、西暦（ユリウス暦）1330年から1339年までの10年間を指す十年紀。

## できごと

### 1331年
- 元弘の乱（-1333年）

### 1333年
- 鎌倉幕府滅亡
- カジミェシュ3世（大王）即位（ポーランド）。

### 1334年
- 建武の新政

### 1335年
- 中先代の乱

### 1336年
- 建武の乱

### 1337年
- 南北朝の内乱（-1392年）
- 百年戦争（-1453年）

### 1338年
- 室町幕府成立